# Dynamic Games
Dynamic Games (officiellement enregistrée sous le nom de Dynamic Games Entretenimento Ltda) est une société brésilienne de jeux électroniques basée à Mamborê, dans le Paraná, et fondée en décembre 2004. L'entreprise se concentre sur le développement de simulateurs 3D et de jeux en monde ouvert.

## Histoire
La société a été fondée en décembre 2004. Le 5 juin 2010, elle a publié le jeu Transportando o Brasil pour PC et en 2014, elle a publié le jeu Speedway Masters pour Android dont la suite, Speedway Masters 2, est apparue l'année suivante. En 2016, elle a réédité deux jeux pour le marché mobile, Just Drive Simulator, qui a remporté un grand succès à l'international, et Heavy Truck Simulator. En 2017, elle a publié le jeu Heavy Bus Simulator pour Android, puis est entrée dans une nouvelle phase lorsqu'elle a vendu ses produits à une boutique d'applications américaine, dont le modèle de profit était basé sur les publicités dans le jeu. Début 2018, l'entreprise a annoncé le jeu World Truck Driving Simulator, qui a été publié au milieu de la même année, et qui a été son produit le plus réussi, avec plus de cinq millions de téléchargements. En 2019, World Bus Driving Simulator, une suite du jeu de 2017, a été publié, et qui a également été un succès, atteignant environ un million de téléchargements. 

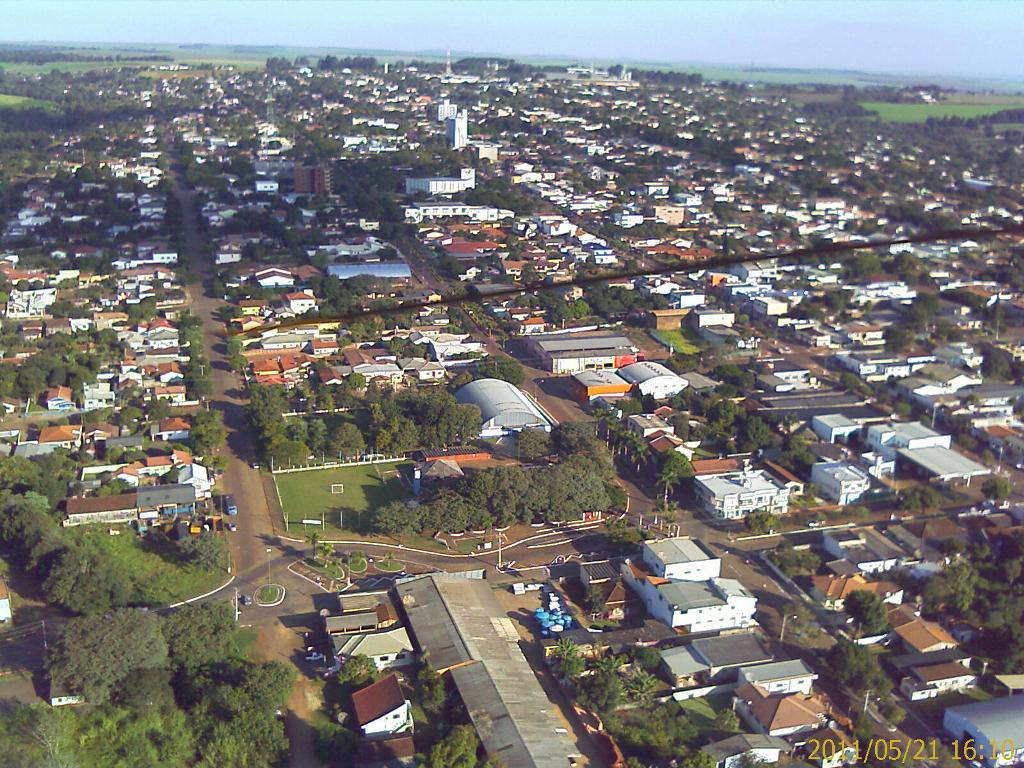
Vue aérienne de la ville de Mamborê, où l'entreprise est basée.

## Description

### Entreprise
Dynamic Games Entertainment est basé à Mamboré, dans l'État du Paraná.

### Jeux
La société se concentre principalement sur les simulateurs de véhicules, ayant par exemple publié les jeux de course Real Simulation Experience, Speedway Masters, Super American Trucks et Speedway Masters 2, des jeux de conduite et de gestion de voitures et de camions tels que Transportando o Brasil et Heavy Load Truck Racing, Heavy Truck, Heavy Bus Simulator, World Truck et World Bus Driving Simulator et Just Drive Simulator, et un simulateur de parking, Dynamic Parking. Parmi les autres types de jeux publiés par la société, citons War Operations, un jeu de stratégie militaire, Cim-Itério, qui traite de la gestion d'un cimetière, et Advergame Ocesp, un jeu de démonstration pour les événements de l'Organisation coopérative de l'État de São Paulo. Un produit qui était en cours de développement mais qui n'est jamais sorti est Os Conquistadores, basé sur l'histoire du premier roi du Portugal, D. Afonso Henriques.